# De mystieke geboorte

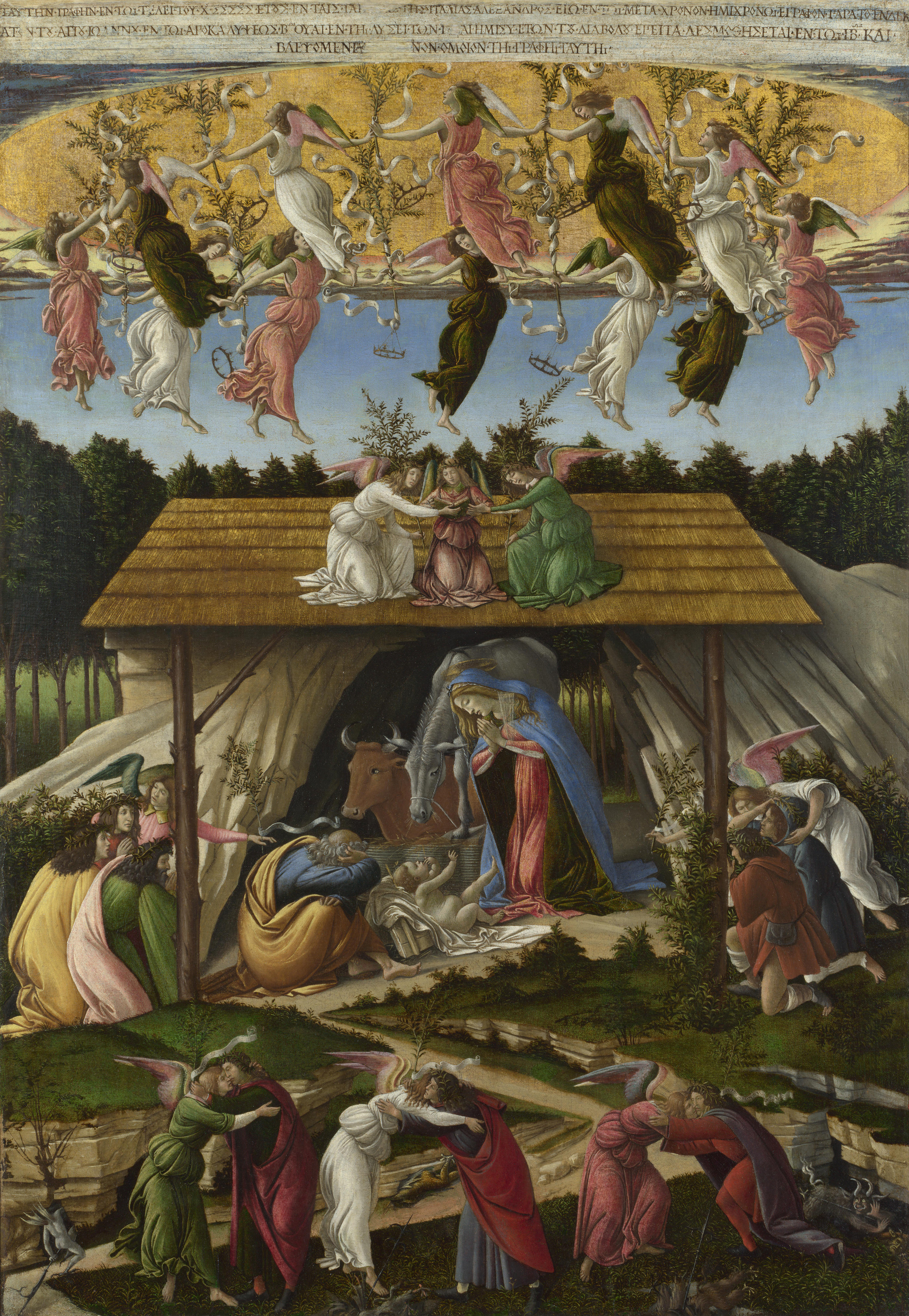
Sandro Botticelli, De mystieke geboorte, tempera op doek, ca. 1500-1501, National Gallery (Londen)

De mystieke geboorte (Italiaans 'Natività mistica') is een schilderij van de Italiaanse renaissanceschilder Sandro Botticelli (Florence 1445 - Florence 1510) dat ca. 1500-1501 werd geschilderd. Het schilderij bevindt zich nu in de collectie van de National Gallery in Londen. De vrij kleine afbeelding (108.5 x 74.9 cm) is geschilderd op doek, een ongebruikelijke drager voor zowel het medium (tempera) als de periode (het quattrocento).
Mogelijk heeft Botticelli het voor eigen gebruik of als privé devotieschilderij voor een Florentijnse mecenas geschilderd. Uit historische bronnen weten we dat het schilderij aan het einde van achttiende eeuw in bezit was van de familie Aldobrandini uit Florence. Het schilderij werd in 1878 aangekocht door de National Gallery in Londen voor £ 1500. Moderne kunstcritici hebben het de titel Mystieke geboorte gegeven vanwege de complexe symboliek waarover nog steeds discussie is.
De mystieke geboorte is het enige werk dat door Botticelli is gesigneerd en vertoont een ongebruikelijke iconografie in de traditie van afbeeldingen van de geboorte van Jezus. In de afbeelding wordt het thema van de geboorte van Christus gecombineerd met dat van zijn wederkomst; de terugkeer van Christus op aarde vóór het Laatste Oordeel, zoals beloofd in het boek Openbaring. Het schilderij moet op mystieke wijze worden begrepen. In de zienswijze van Botticelli staat de wedergeboorte van Christus gelijk aan de vernieuwing van de christelijke Kerk, zoals voorspeld door Savonarola.

## Beschrijving
Naar middeleeuwse conventie worden Maria en het kind Jezus in een hiërarchische ordening afgebeeld. Als belangrijkste figuren zijn ze groter dan de omringende figuren en hun omgeving. Hiermee wijkt Botticelli opzettelijk af van van het centrale perspectief dat hij in eerdere schilderijen wel had gebruikt. De drie Koningen aan de linkerkant hebben geen geschenken meegenomen. Aan de rechterkant knielen twee herders die door een engel naar het gebeuren worden geleid. De drie engelen bovenop het rieten dak van de stal zijn gekleed in wit, groen en rood. Deze kleuren symboliseren drie belangrijke christelijke deugden: geloof, hoop en naastenliefde.
De twaalf dansende engelen onder de gouden hemelsfeer zijn een verwijzing naar de twaalf poorten van het nieuwe Jeruzalem.
Op het onderste deel van het schilderij geven drie paren engelen en mannen elkaar de vredeskus. De olijftakken weerspiegelen opnieuw de hoop op vrede en genade. De banderollen die de mannen vasthouden bevatten de boodschap: "Vrede op aarde voor mensen van goede wil".
Rondom de drie paren haasten gevleugelde demonen en gehoornde duiveltjes zich door rotsspleten naar de onderwereld, sommigen gespietst op hun eigen lansen. Dit is ongewoon in een afbeelding van de geboorte van Jezus, maar het is de sleutel tot het begrip van Botticelli's mystieke creatie, zoals blijkt uit de vertaling van het Griekse epigraaf:
"Dit schilderij, heb ik, Alessandro, aan het eind van het jaar 1500, gedurende de problemen van Italië, geschilderd in de halve tijd na de tijd; tijdens de vervulling van het elfde [hoofdstuk] van Johannes, in het 'tweede wee' van de Apocalyps; toen de duivel drie-en-een-half jaar was losgelaten; dan zal hij worden geketend volgens het twaalfde [hoofdstuk], en zullen we hem [vertrapt zien?] zoals op dit schilderij." 
Botticelli interpreteert in dit opschrift de politieke gebeurtenissen uit zijn tijd, die hij 'de problemen van Italië' noemt, in het licht van het Bijbelboek Openbaring van Johannes, dat de details over het einde van de wereld en de wederkomst van Christus voorspelt. Met 'de problemen' verwijst Botticelli waarschijnlijk naar de machtsstrijd die in Florence was ontstaan na de dood van Lorenzo I de' Medici in 1492, de inval van Karel VIII van Frankrijk en de Italiaanse oorlog. Botticelli heeft deze gebeurtenissen in verband gebracht met Openbaring 11, waarin de invasie van de Heilige Stad door heidenen en de ontketende duivel wordt beschreven. De terugkeer van Christus op aarde zou een einde maken aan deze periode van beroering en de duivel zou worden begraven, zoals op dit schilderij.
In 1503 sterft paus Alexander VI, door Savonarola aangeduid als de antichrist. Sommige kunsthistorici beweren dat het opschrift een expliciete toespeling op de laatste is en dat daarom de inscriptie pas op een later tijdstip aan het werk is toegevoegd als een profetie achteraf, om de terugkeer van vrede en liefde onder de mensen aan te duiden. 

## Historische context
Het onderwerp en de eschatologische verwijzingen in het Griekse opschrift zijn ongetwijfeld geïnspireerd door de Florentijnse religieuze en politieke situatie aan het begin van de nieuwe eeuw. Botticelli en veel van zijn tijdgenoten geloofden dat ze leefden in de tijden van de Grote Verdrukking en de profetie van Christus' Duizendjarig vrederijk uit de Openbaring van Johannes.
Een fanatieke prior van het dominicanenklooster San Marco, Girolamo Savonarola, veranderde Florence voor korte tijd in een strenge, dictatoriale theocratie. Kunsthistoricus Rab Hartfield noemt Compendio di revelazione, een boek geschreven door Savonarola, waarin deze een samenvatting geeft van zijn visioenen en profetieën, als bron voor het schilderij Mystieke geboorte van Botticelli.
In Compendio di revelazione worden de twaalf privileges van de Maagd beschreven. Met infraroodreflectografie is aangetoond dat de voor het blote oog onzichtbare, originele Latijnse inscripties op de banderollen die de twaalf dansende engelen vasthouden, corresponderen met Savonarola's tekst.
Savonarola zag de Franse invasie als goddelijke vergelding voor de morele ondergang van de Italiaanse staten en was even kritisch over wat hij zag als de overdreven luxueuze levensstijl van de burgers van Florence. Hij isoleerde de stad van zijn naaste bondgenoten, met name de paus, en werd uiteindelijk in 1498 publiekelijk opgehangen en verbrand.
Sandro Botticelli stierf in 1510. De mystieke geboorte bleef drie eeuwen lang tamelijk onbekend totdat een jonge Engelsman, William Young Ottley, het voor weinig geld aanschafte. Na Ottley's dood kocht William Fuller Maitland uit Stansted het schilderij op een veiling voor £ 80. Tijdens een uitleen in 1857 aan de Art Treasures Exhibition in Manchester werd het waarschijnlijk voor het eerst aan een groot publiek getoond.

## Galerij

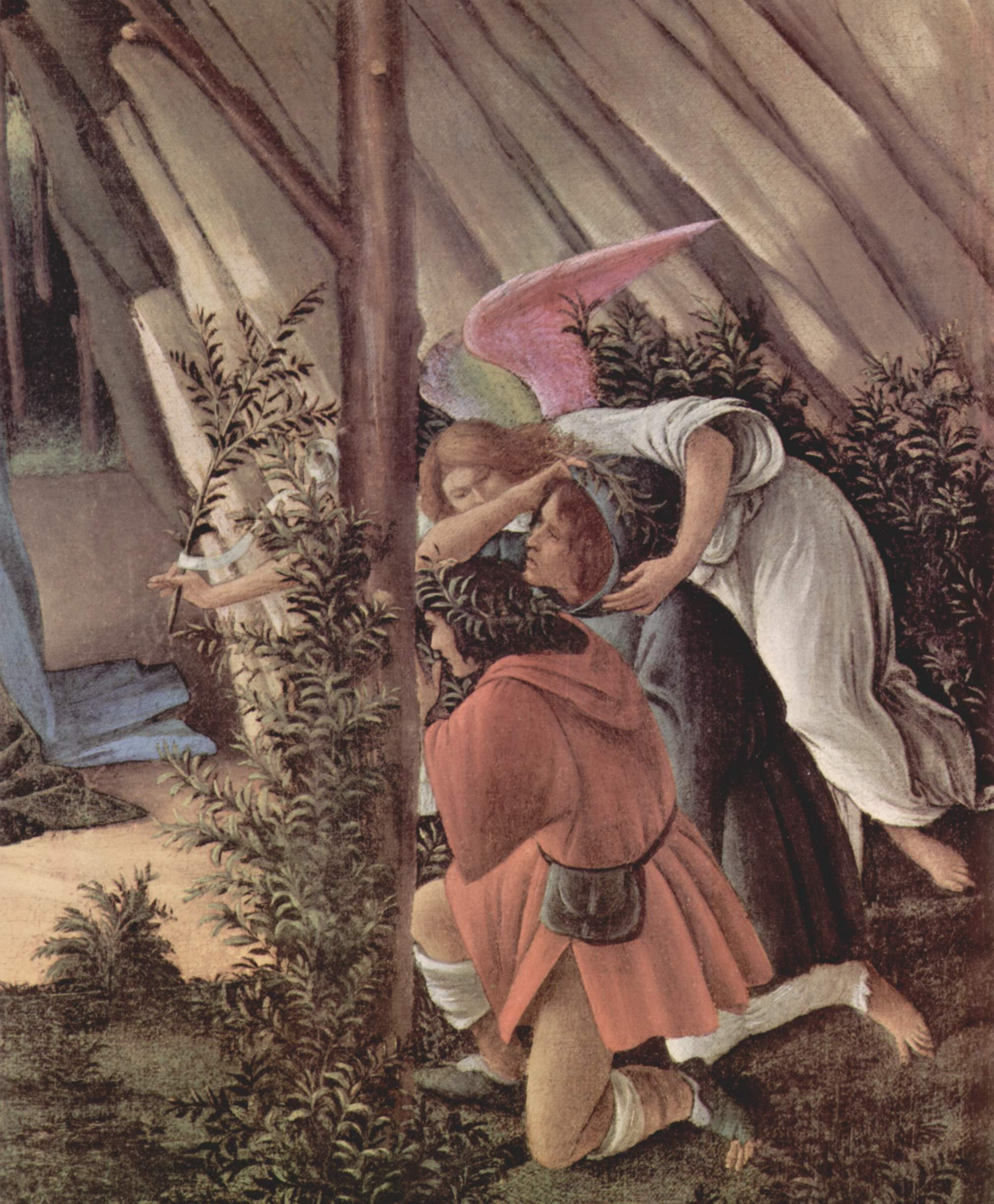
Sandro Botticelli, De mystieke geboorte (detail), tempera op doek, ca.1500-1501
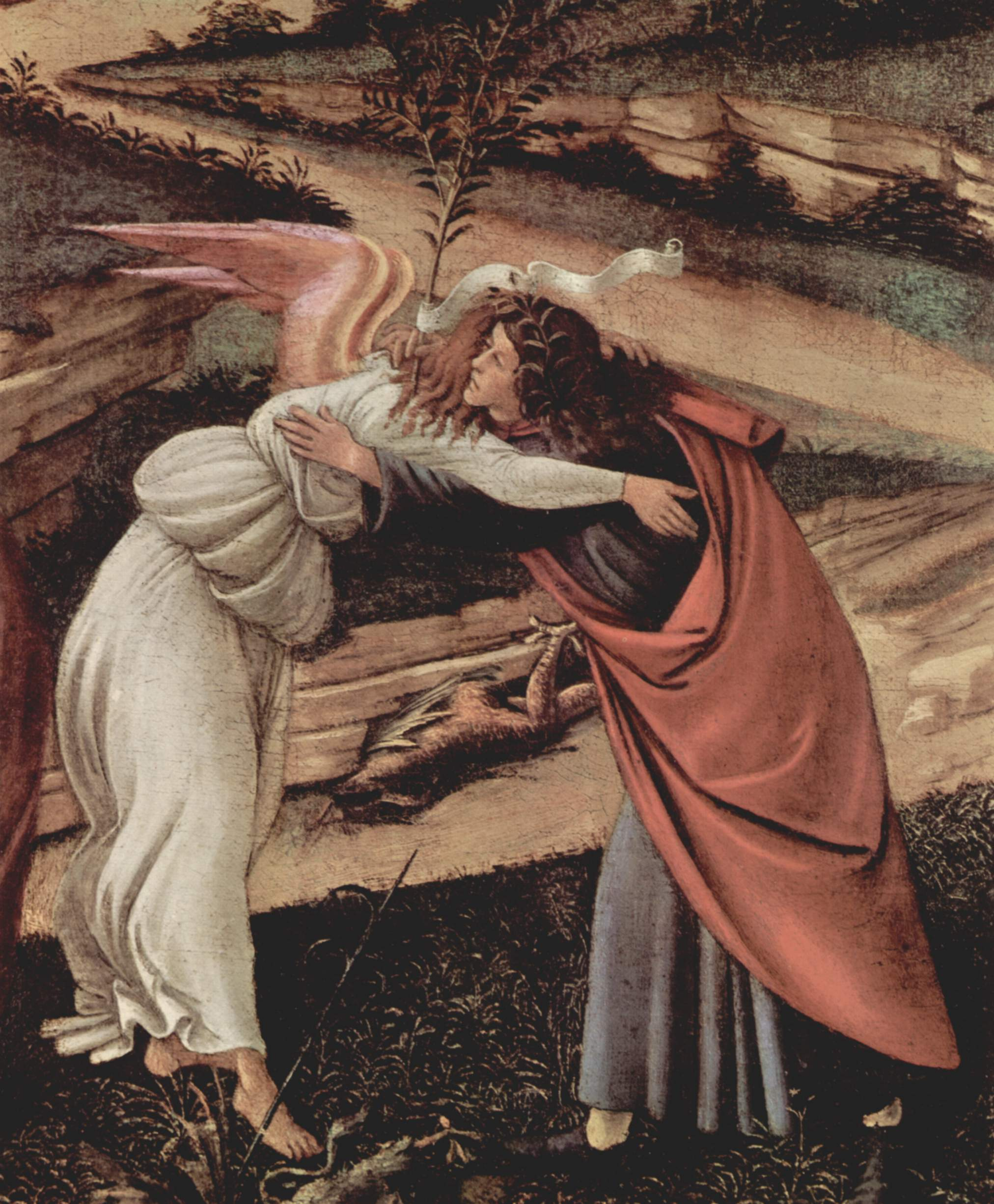
Sandro Botticelli, De mystieke geboorte (detail), tempera op doek, ca.1500-1501
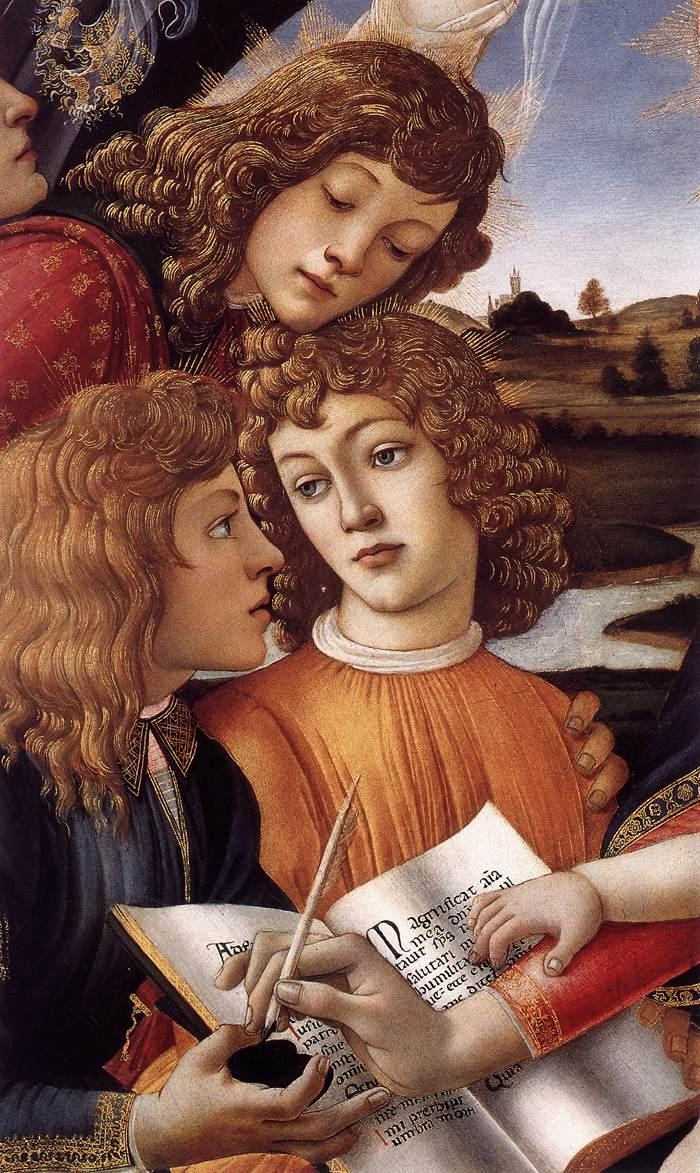
Sandro Botticelli, Madonna del Magnificat (detail), tempera op paneel, 1480-1481
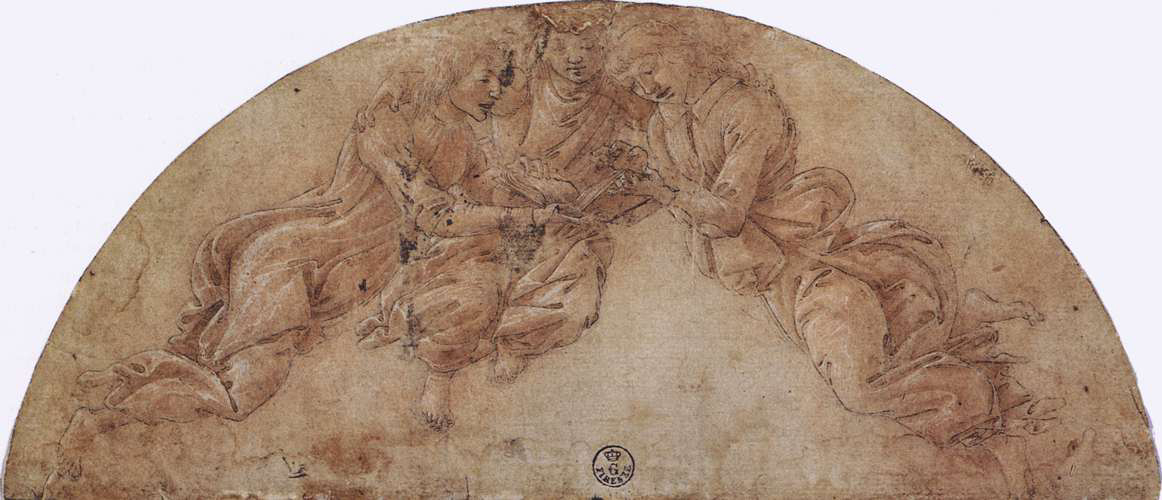
Sandro Botticelli, Drie engelen, 1475-1480, Galleria degli Uffizi(Florence)

Portret van een jonge vrouw (1480-85) · La Primavera (ca. 1482) · Pallas en de centaur (ca. 1482) · De Geboorte van Venus (ca. 1483) · Madonna van het Magnificat (ca. 1483) · Bewening van de dode Christus (ca. 1490) · De Laster van Apelles (ca. 1494-95) · De mystieke geboorte (ca. 1500-01)